# Льюис, Стэнтон
Стэнтон Льюис (англ. Stanton Lewis; родился 3 августа 1987 года, Йоханнесбург) — южноафриканский футболист, нападающий клуба «Чиппа Юнайтед».

## Биография
Стэнтон Льюис родился 3 августа 1987 года в городе Йоханнесбург, в семье бывшего футболиста клуба «Кайзер Чифс» Рамона Льюиса.

### Клубная карьера
Льюис начал свою футбольную карьеру в 1998 году в молодёжном составе клуба «Орландо Пайретс», затем Стэнтон выступал в «Бидвест Витс». В 2002 году, в возрасте 14 лет Льюис перешёл в «Аякс» из Кейптауна. Дебютировал Стэнтон за основой состав «Аякса» в 2004 году, сыграв всего восемь матчей и забив один гол в чемпионате ЮАР.
В июле 2006 года Стэнтон подписал четырёхлетний контракт с нидерландским «Аяксом» из Амстердама. В течение двух лет Льюис выступал за молодёжный состав «Аякса», а в январе 2009 года, его отдали в аренду на 18 месяцев в «Аякс» из Кейптауна.
В начале июля 2010 года Стэнтон отправился на просмотр в Швецию.
Во время зимнего трансферного окна 2013 года Льюис перешёл в клуб «Чиппа Юнайтед».

### Карьера в сборной
В составе национальной сборной ЮАР Льюис дебютировал в 2007 году на турнире Кубок КОСАФА 2007.

## Личная жизнь
У Стэнтона есть старший брат Стивен, и старшая сестра Кэндис. 2 сентября 2008 года у Льюиса родился сын. Лучшим другом Стэнтона является игрок кейптаунского «Аякса» Клиффорд Нгобени.